# Michael Hjorth
Carl Einar Michael Carlsson Hjorth, född 13 maj 1963 i Visby, är en svensk regissör, manusförfattare och filmproducent.  
Hjorth bildar tillsammans med Tomas Tivemark och Johan Kindblom författarkollektivet Tre vänner. Kollektivet har bland annat skrivit manus till Icas reklamfilmer.
Tillsammans med Hans Rosenfeldt har han skrivit kriminalromanerna Det fördolda (2010), Lärjungen (2011), Fjällgraven (2012), Den stumma flickan (2014), De underkända (2015), En högre rättvisa (2018), Som man sår (2021) och Skulden man bär (2023) om kriminalpsykologen Sebastian Bergman.

## Manus
- 2009 - Guds tre flickor (TV-serie)
- 2005 - Steget efter
- 2003 - Mannen som log (TV-serie)
- 2002 - Cleo (TV-serie)
- 2000 – Det okända
- 1999 - Jakten på en mördare (TV-serie)
- 1997 - Svensson Svensson -
- 1997 - Chock 7 - I nöd och lust (TV)
- 1997 - Chock 5 - Helljus (TV)
- 1997 - Chock 1 - Dödsängeln (TV)
- 1995 - Bert - den siste oskulden
- 1994 - Svensson Svensson (TV-serie)
- 1994 - Bert (TV-serie)

## Regi
- 2000 – Det okända
- 1999 - Jakten på en mördare (TV-serie)

## Filmografi roller i urval
- 2007 – Ett öga rött
- 1996 - Dog Walk
- 1995 - Bert - den siste oskulden
- 1994 - Bert (TV-serie gästroll)

## Producent
- 2000 – Det okända